# Arshavir Shirakian
Arshavir Shirakian (También Shiragian, en armenio: Արշաւիր Շիրակեան; 1 de enero de 1900 o 1902 – 12 de abril de 1973) fue un escritor armenio encargado del ajusticiamiento de Said Halim Pasha y Cemal Azmi como un acto de venganza por actos cometidos por estos durante el Genocidio Armenio. Es también conocido por escribir sus memorias "It Was the Legacy of the Martyrs" (Կտակն էր Նահատակներուն en armenio; La voluntad de los mártires, en español) en la que describe detalladamente de su vida durante el Genocidio Armenio y la Operación Némesis.

## Vida
Arshavir Shirakian nació en Constantinopla, entonces Imperio otomano, en el año 1900. Shirakian creció rodeado de muchos miembros de la Federación Revolucionaria Armenia. Durante el Genocidio Armenio, Shirakian tuvo encomendada la tarea del reparto de armas y entrega de mensajes secretos entre miembros de la Federación Revolucionaria Armenia. Shirakian describiría en su memorias que durante aquellos días, había muchas manifestaciones de odio contra armenios y que muchos establecimientos armenios eran vandalizados como el famoso Hotel Tokatlian en Estambul.

## Operación Némesis
El primer objetivo de Arshavir Shirakian fue asesinar al traidor armenio Vahé Ihsan (Yesayan). Según su memorias, Vahé Ihsan fue "un traidor quién fue despreciado por sus vecinos, parientes, y finalmente por sus propios hijos" y "quien ayudó a elaborar la lista de armenios prominentes que fueron arrestados y deportados en 1915." Shirakian llevó a cabo su cometido el 27 de marzo de 1920 en Constantinopla.
Shirakian tuvo a cargo la tarea de ajusticiar a Sait Halim Pasha mientras se encontraba en su exilio en Roma, Italia. Shirakian se instaló en un apartamento en la Vía Cola di Rienzo número 28 en Roma. El 5 de diciembre de 1921 alrededor de las 16.00, Shirakian le asestó un tiro a Sait Halim Pasha quien regresaba a su casa en Vía Eustachio en un carruaje.
Shirakian, junto a Aram Yerganian, fue más tarde encomendado a la tarea de ajusticiar a Cemal Azmi y Behaeddin Shakir, quienes se encontraban en Berlín. El 17 de abril de 1922, Arshavir Shirakian y Aram Yerganian encontraron a Azmi y Shakir quienes estaban caminando junto a sus familias en la calle Uhlandstrasse. Shirakian logró matar únicamente a Azmi y herir a Shakir. Aram Yerganian corrió inmediatamente después tras Sakir y lo ultimó con un disparo en su cabeza.

## Últimos años

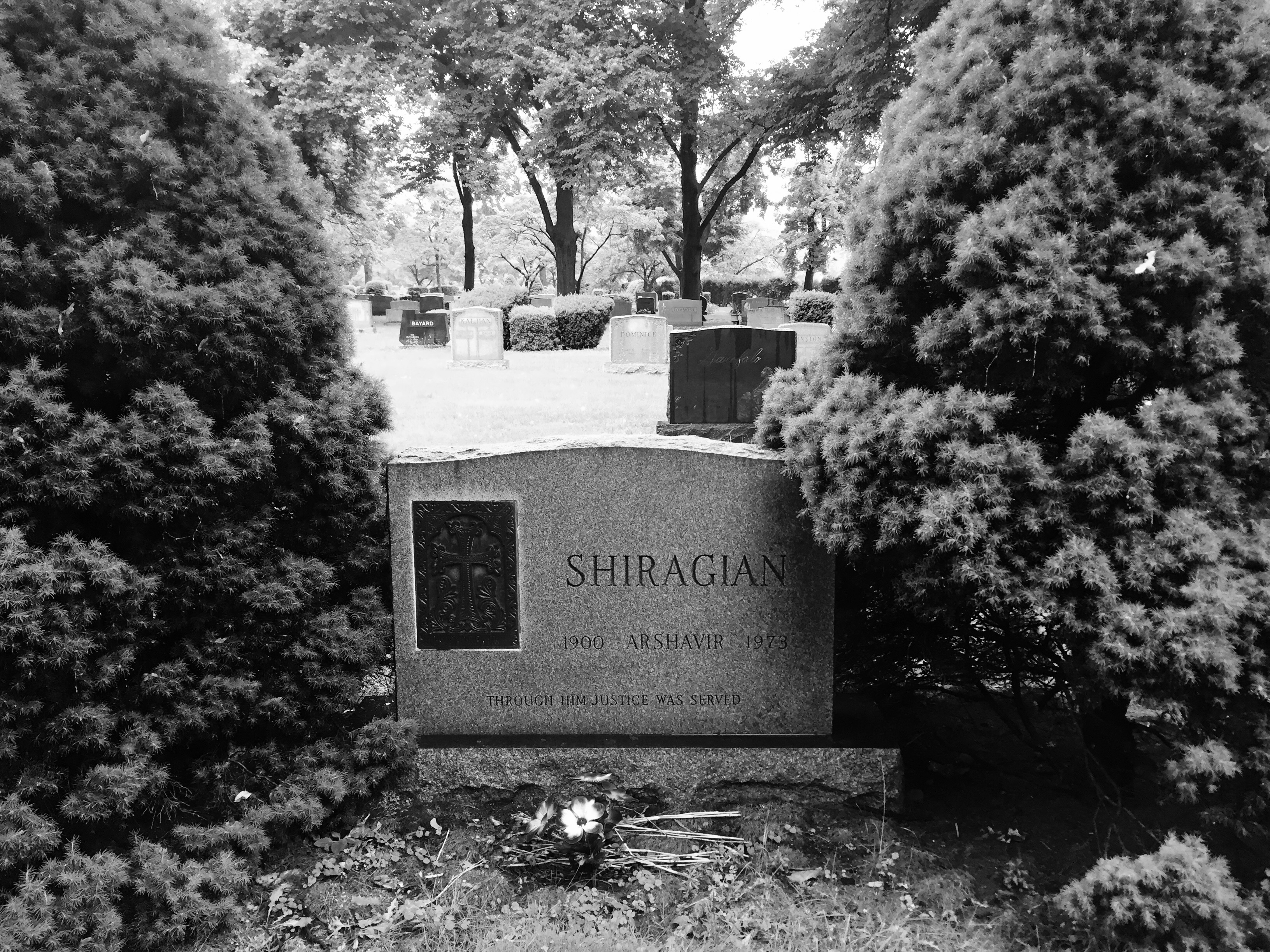
Lápida de Arshavir Shirakian en el Cementerio de Hackensack en Nueva Jersey.

Arshavir Shirakian casado,finalmente se trasladó a Nueva York en 1923 junto a su esposa Kayane, a donde nació su hija, Sonia. También fue un miembro activo en la vida pública de la comunidad armenia de Nueva Jersey y Nueva York. Publicó un libro con sus memorias en 1965 titulado "El Legado de los Mártires" ("Կտակն էր նահատակներուն"en armenio). Las memorias fueron traducidas al francés (La dette du sang, 1982 y 1984), inglés (The Legacy, 1976, por Sonia Shiragian) e italiano (Condannato a Uccidere: Memorie di un Patriota Armeno, 2005, por Vasken Pambakian). Shirakian Murió en 1973 a la edad de 73 años y se encuentra enterrado en el Cementerio Hackensack en Nueva Jersey. Su hija, Sonia, actualmente vive en Carolina del Sur con su hija Elizabeth Poston.
Es reconocido y honrado como Héroe Nacional Armenio.